# 호란전
《호란전》(중국어 간체자: 皓镧传, 정체자: 皓鑭傳, 병음: Hào Lán Zhuàn 하오란좐[*], 영어: The Legend of Hao Lan 더 레전드 오브 하오란[*])은 2019년 방송되었던 중국의 드라마이자 텔레비전 드라마 프로그램이다. 대한민국에서는 채널차이나에서 2019년 7월 4일부터 9월 초까지 편성된 적이 있었으며, 이후에는 K-STAR에서도 편성되어 있는 중이다. 출연진은 주로 연희공략에서 캐스팅을 맡은 배우들이 호란전에 대거 출연한 적이 있었다. 한편, 일본에서는 NHK를 통해 편성될 계획에 있으나 코로나바이러스감염증-19의 이슈 및 여파에 따라 편성 계획이 계속 지연되었다가 9월 27일부터 편성이 개시되었다.

## 등장 인물
- 조희 : 우진옌
- 여불위 : 녜위안
- 장양왕 : 모자준

## 같이 보기
- 연희공략